# リヴァリ・カンパニー

シティ・オブ・ロンドンの紋章

シティ・オブ・ロンドンのリヴァリ・カンパニー（英語: Livery company）は、ロンドンの古くから現代までの同業者団体およびギルドで構成され、それらのほぼ全てが、それぞれの工芸または職業に "Worshipful Company of..." （...の名誉組合）と冠され、呼称される。

## 語源
リヴァリ・カンパニーはギルドに遡るが、構成員が葬儀の際は「リヴァリ」という制服を、正装として着装することが求められたことに由来する。

## 概要
中世ロンドンのギルドは、訓練だけでなく、賃金管理、労働条件、業界標準のような、それぞれの職業を規制する責任のあるコーポレーション（法人）へと発展していった。宗教改革以前は、中世のギルド同様、寄進で建てられた礼拝堂や教会のような宗教的な施設を受け取ったり、儀式やよく知られた神秘劇を催すことで宗教的な祭典に従ったりすることにより、ローマ教会と密接な関係を築くことが義務づけられていた。大多数のリヴァリ・カンパニーは、そういった歴史上の宗教的団体を保持している（もっとも、近年では構成員がどんな信仰を持とうが、あるいは無信仰であろうが自由なのであるが）。
ほとんどのリヴァリ・カンパニーは、それらの当初の工芸または職業上の役割を維持しているが、中には未だ規制、監査および執行の権限を行使するところもある。一方で、職業に関する資格の授与団体であるところもある。Worshipful Company of Scrivenersは、法や関連する職業の年長組合員の入会を認め、Worshipful Society of Apothecariesは、幾つかの医療専門職について大学院資格を授与しているほか、Worshipful Company of Hackney Carriage Driversは、"Knowledge of London"の試験に通った免許を持つタクシー運転手で構成される。また、複数のカンパニーがその会員権をそれらに関する適切な職業資格を保持する者のみに制限している（例えば、City of London Solicitors' CompanyやWorshipful Company of Engineersなど）。Worshipful Company of Bowyersのように、その職業がとうの昔になくなってしまったカンパニーは、主として慈善組織へと発展していった。
2015年現在、数にして110あるロンドンのリヴァリ・カンパニーは、少なからず慈善寄付および人脈形成の提供をすることにより、シティの生活において非常に重要な役割を演じている。同業組合員は、ロンドン市長、シェリフ、そして広範囲にわたる地方政府の権力を持つ、古くからある市の自治体シティ・オブ・ロンドン・コーポレーションのような上級職の投票権を保持している。
Worshipful Company of Carmenがシティのリヴァリの地位を1746年に授与されて以降、1926年にHonourable Company of Master Marinersが設立（1932年にリヴァリとして認可）されるまでの180年間に、ロンドンで新たにカンパニーが設立されることはなかった。1926年以後に創設されたものは、「現代のリヴァリ・カンパニー (modern livery companies) 」として知られる。2015年の時点で、最も新しくリヴァリの地位を認可されたのは、The Worshipful Company of Arts Scholarsで、2014年2月11日に認可され、序列において110番目のシティのリヴァリ・カンパニーとなった。
The Honourable Company of Air Pilotsは、オーストラリア、カナダ、香港、ニュージーランド、北アメリカで活動する海外の委員会を持つことで、ロンドンのリヴァリ・カンパニーの中でも例外的な存在のカンパニーである。

## リヴァリ・カンパニーの一覧（序列）
1. Worshipful Company of Mercers（絹物商[5]）
2. Worshipful Company of Grocers（食料品雑貨商[6]）
3. Worshipful Company of Drapers（毛織物商[5]）
4. Worshipful Company of Fishmongers（魚商[7]）
5. Worshipful Company of Goldsmiths（金細工師[7]）
6. Worshipful Company of Skinners（毛皮商、毛皮屋[6]）
7. Worshipful Company of Merchant Taylors（商人仕立屋[6]）
8. Worshipful Company of Haberdashers（例えば絹やベルベットのような高級材料を縫い合わせる洋服屋）
9. Worshipful Company of Salters（塩および化学薬品取扱商、塩商[6]）
10. Worshipful Company of Ironmongers（金物屋[6]）
11. Worshipful Company of Vintners（ワイン商、葡萄酒商[6]）
12. Worshipful Company of Clothworkers（毛織物仕上げ工[5]）
13. Worshipful Company of Dyers（染色工[6]）
14. Worshipful Company of Brewers（醸造業者[6]）
15. Worshipful Company of Leathersellers（鞣皮屋[6]）
16. Worshipful Company of Pewterers（ピューターおよび金属製造工、白鑞細工師[6]）
17. Worshipful Company of Barbers（外科医および歯科医を含む、理髪師[6]）
18. Worshipful Company of Cutlers（ナイフ、剣および台所用具製造工、刃物屋[6]）
19. Worshipful Company of Bakers（パン屋[6]）
20. Worshipful Company of Wax Chandlers（ろう、ろうそく製造工、蝋燭屋[6]）
21. Worshipful Company of Tallow Chandlers（獣脂蝋燭屋[6]）
22. Worshipful Company of Armourers and Brasiers（甲冑・真鍮製造工、具足師[6]）
23. Worshipful Company of Girdlers（ベルトおよびガードル製造工、革帯屋[6]）
24. Worshipful Company of Butchers（肉屋[6]）
25. Worshipful Company of Saddlers（鞍師[6]）
26. Worshipful Company of Carpenters（大工[6]）
27. Worshipful Company of Cordwainers（高級皮革取扱商および靴製造工）
28. Worshipful Company of Painter-Stainers（塗師[6]）
29. Worshipful Company of Curriers（皮なめし工、鞣皮仕上げ工[6]）
30. Worshipful Company of Masons（石工[6]）
31. Worshipful Company of Plumbers
32. Worshipful Company of Innholders（宿屋[6]）
33. Worshipful Company of Founders（金属鋳造工）
34. Worshipful Company of Poulters（鶏肉屋、家禽商、鳥屋[6]）
35. Worshipful Company of Cooks（調理師[6]）
36. Worshipful Company of Coopers（樽製造工、桶屋[6]）
37. Worshipful Company of Tylers and Bricklayers（タイル工・煉瓦積工[6]）
38. Worshipful Company of Bowyers（ロングボウ製造工、弓師[6]）
39. Worshipful Company of Fletchers（矢製造工[6]）
40. Worshipful Company of Blacksmiths
41. Worshipful Company of Joiners and Ceilers（木工芸職人）
42. Worshipful Company of Weavers（織布工[6]）
43. Worshipful Company of Woolmen（羊毛商[6]）
44. Worshipful Company of Scriveners （公証人[7]）
45. Worshipful Company of Fruiterers（果物商[6]）
46. Worshipful Company of Plaisterers（石膏細工人）
47. Worshipful Company of Stationers and Newspaper Makers (ジャーナリストおよび出版者)
48. Worshipful Company of Broderers（刺繍工）
49. Worshipful Company of Upholders（室内装飾工[6]）
50. Worshipful Company of Musicians
51. Worshipful Company of Turners（旋盤工[6]）
52. Worshipful Company of Basketmakers（バスケット製造工[6]）
53. Worshipful Company of Glaziers and Painters of Glass（ガラス工[6]）
54. Worshipful Company of Horners（角細工師[6]）
55. Worshipful Company of Farriers（蹄鉄製造工および馬の獣医）
56. Worshipful Company of Paviors（道路舗装工）
57. Worshipful Company of Loriners（ハミ、馬勒、拍車の供給者）
58. Worshipful Society of Apothecaries（英語版）（内科医および薬種商）
59. Worshipful Company of Shipwrights（造船工および海事専門家）
60. Worshipful Company of Spectacle Makers（眼鏡製造工[6]）
61. Worshipful Company of Clockmakers（時計製造工[6]）
62. Worshipful Company of Glovers（手袋製造工[6]）
63. Worshipful Company of Feltmakers（フェルト帽製造工[6]）
64. Worshipful Company of Framework Knitters（機械編物工[6]）
65. Worshipful Company of Needlemakers（針金製造工[6]）
66. Worshipful Company of Gardeners
67. Worshipful Company of Tin Plate Workers（錫鍍金工[6]）
68. Worshipful Company of Wheelwrights（車大工[6]）
69. Worshipful Company of Distillers（蒸留酒屋[6]）
70. Worshipful Company of Pattenmakers（木靴製造工）
71. Worshipful Company of Glass Sellers（ガラス屋[6]）
72. Worshipful Company of Coachmakers and Coach Harness Makers
73. Worshipful Company of Gunmakers（銃製造工[7]）
74. Worshipful Company of Gold and Silver Wyre Drawers（糸紡ぎ）
75. Worshipful Company of Makers of Playing Cards
76. Worshipful Company of Fanmakers
77. Worshipful Company of Carmen（乗り物の運転手）
78. Honourable Company of Master Mariners
79. City of London Solicitors' Company（弁護士）
80. Worshipful Company of Farmers
81. Honourable Company of Air Pilots
82. Worshipful Company of Tobacco Pipe Makers and Tobacco Blenders
83. Worshipful Company of Furniture Makers
84. Worshipful Company of Scientific Instrument Makers
85. Worshipful Company of Chartered Surveyors
86. Worshipful Company of Chartered Accountants in England and Wales
87. Worshipful Company of Chartered Secretaries and Administrators
88. Worshipful Company of Builders Merchants
89. Worshipful Company of Launderers
90. Worshipful Company of Marketors
91. Worshipful Company of Actuaries
92. Worshipful Company of Insurers
93. Worshipful Company of Arbitrators
94. Worshipful Company of Engineers
95. Worshipful Company of Fuellers
96. Worshipful Company of Lightmongers（電灯供給者）
97. Worshipful Company of Environmental Cleaners
98. Worshipful Company of Chartered Architects
99. Worshipful Company of Constructors
100. Worshipful Company of Information Technologists
101. Worshipful Company of World Traders
102. Worshipful Company of Water Conservators
103. Worshipful Company of Firefighters
104. Worshipful Company of Hackney Carriage Drivers（有免許タクシー運転手）
105. Worshipful Company of Management Consultants
106. Worshipful Company of International Bankers
107. Worshipful Company of Tax Advisers
108. Worshipful Company of Security Professionals
109. Worshipful Company of Educators
110. Worshipful Company of Arts Scholars

備考: *The Skinners' および Merchant Taylors' のカンパニーは一年毎に順位が交替する。